# Notomegabalanus algicola
Notomegabalanus algicola is een zeepokkensoort uit de familie van de Balanidae. De wetenschappelijke naam van de soort is voor het eerst geldig gepubliceerd in 1916 door Pilsbry.